# Indomenella indica
Indomenella indica är en bönsyrseart som först beskrevs av Hemant V. Ghate och Mukherjee 2004.  Indomenella indica ingår i släktet Indomenella och familjen Mantidae. Inga underarter finns listade i Catalogue of Life.